# Geoffrey C. Fox

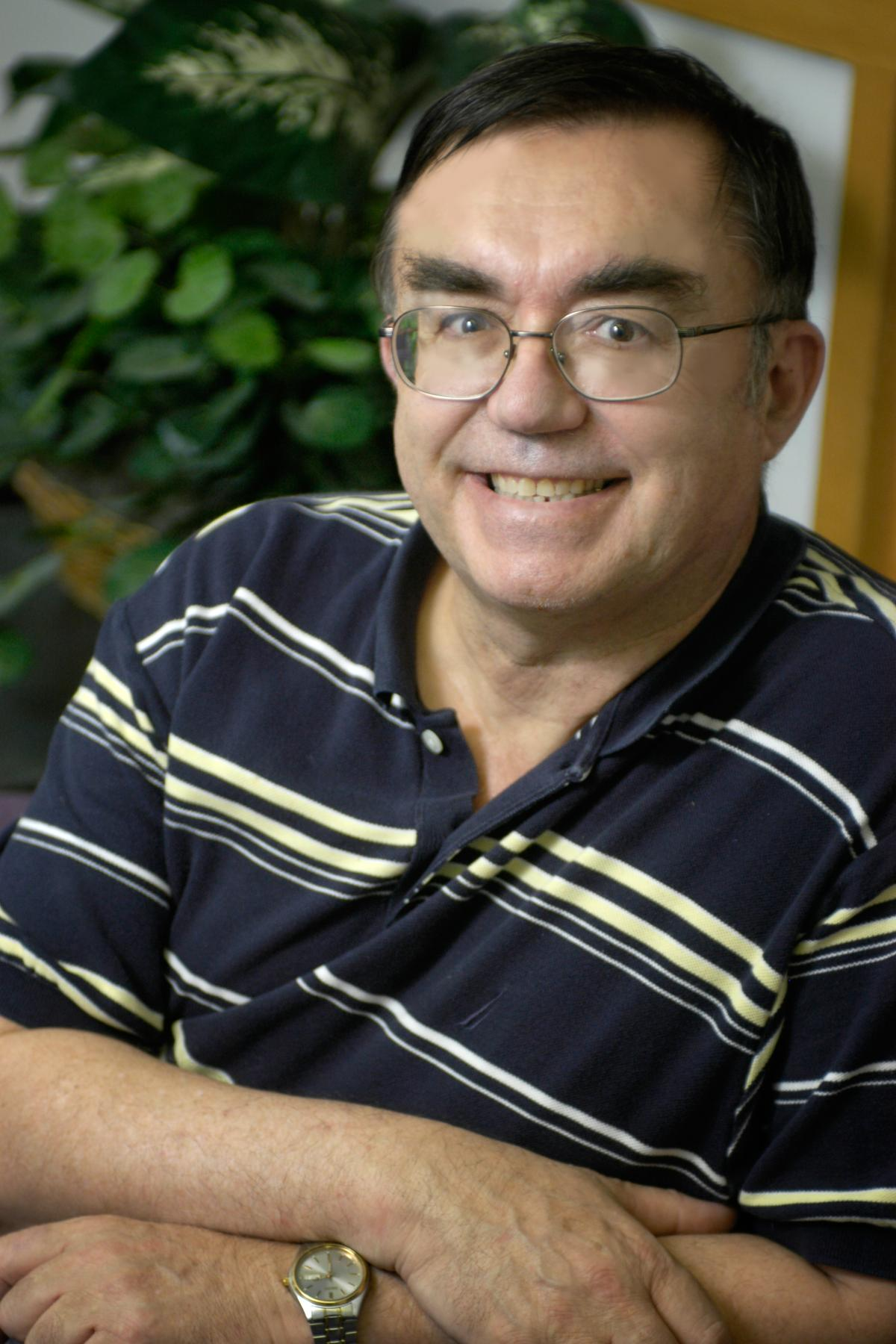
Geoffrey C. Fox 2004

Geoffrey Charles Fox (* 7. Juni 1944 in Dunfermline) ist ein britisch-US-amerikanischer theoretischer Physiker und Informatiker.
Fox studierte Mathematik und Physik an der Universität Cambridge, an der er 1964 Senior Wrangler bei den Tripos-Prüfungen wurde und den Mayhew Prize der Universität für den besten Studenten in Angewandter Mathematik erhielt, und im selben Jahr seinen Bachelor-Abschluss in Mathematik machte. Als Undergraduate war er auch im Labor von Francis Crick. 1968 erhielt er seinen Master-Abschluss in Mathematik in Cambridge, und 1967 wurde er bei Richard J. Eden in theoretischer Physik (Scattering particles with spin and electromagnetic interactions) promoviert. Als Post-Doktorand war er 1967/68 am Institute for Advanced Study, anschließend 1968/69 am Lawrence Berkeley National Laboratory und 1969/70 am Peterhouse College der Universität Cambridge. 1970 wurde er Research Fellow, 1971 Assistant Professor und 1979 Professor für Physik am Caltech, wo er mit Richard Feynman nicht nur ein Interesse für Computer teilte, sondern auch über Jets in der Quantenchromodynamik zusammenarbeitete. 1983 wurde er dort Dekan für die Ausbildung in Informatik und 1986 Associate Provost im Bereich Informatik. 1990 wurde er Professor für Informatik an der Syracuse University und Direktor des dortigen Northeast Parallel Architecture Center (NPAC). 2000/2001 war er Professor für Informatik an der Florida State University, und 2001 wurde er Professor für Informatik an der Indiana University. Er wurde dort Direktor des Digital Science Center, Distinguished Professor (seit 2011) und stellvertretender Dekan für Forschung und Graduiertenstudium in der Abteilung Informatik. 2021 ging er an die University of Virginia, wo er neben der Informatikfakultät auch im Institut für Biokomplexität ist.
1990 bis 2004 war er Adjunct Professor für Informatik an der Rice University und 2000 bis 2010 Chief Technology Officer der Firma Anabas, die er mit gründete. Er war auch Mitgründer der Firma WebWisdom.com. 2000 bis 2007 war er außerdem Gastwissenschaftler am Jet Propulsion Laboratory, 2011 bis 2015 zusätzlich Professor an der Universität Tsinghua und 2004 bis 2012 Gastprofessor an der Southampton University in Großbritannien.
Neben Elementarteilchenphysik (seine Dissertation fiel in die Hochzeit der analytischen S-Matrix-Theorie), in der er für den Einsatz von Computern beim Vergleich von Theorie und Experiment bekannt wurde und schon in den 1960er Jahren ein Pionier von Big-Data-Berechnungen am Computer war, befasste er sich auch mit Informatik, insbesondere der Entwicklung von massiven Parallelrechnern. Er ist einer der leitenden Wissenschaftler beim FutureGrid. Neben theoretischer Physik wandte er Computer im wissenschaftlichen Rechnen auch in militärischen Fragen an, in der Bioinformatik und den Geowissenschaften (Eisschilde, Erdbeben). Von ihm stammen über 1200 wissenschaftliche Veröffentlichungen (2021), er gehört zu den hochzitierten Wissenschaftlern (rund 41.000 Zitierungen bis 2020) und hatte 75 Doktoranden (2020).
Er ist engagiert in der Förderung des Studiums von Minderheiten (Afroamerikaner, Hispano-Amerikaner, Indianer) und gab für diese seit 1997 Online-Kurse in Java und Parallelrechnen. 2014 wurde sein Massive Open Online Course (MOOC) über Big Data vom ComputerWorld unter die sieben besten MOOC gewählt.
1990 war er einer der Autoren der Spezifikation für Fortran D für Parallelcomputer. Er ist aktiv im Open Grid Forum und Java Grande Forum.
Er ist seit 1990 Fellow der American Physical Society und seit 2011 Fellow der Association for Computing Machinery (ACM). 2019 erhielt er den ACM-IEEE CS Ken Kennedy Award für Beiträge zu Parallelrechnen (Software und Hardware) und Datenanalyse und Anwendung auf eine breite Klasse von Problemen und im selben Jahr den HPDC (High-Performance Parallel and Distributed Computing) Achievement Award. 1973 bis 1975 war er Sloan Research Fellow.
Fox heiratete 1976 und hat drei Kinder.

## Schriften
- mit Fran Berman, Anthony J. G. Hey (Hrsg.): Grid computing: making the global infrastructure a reality, Wiley 2003
- mit I. G. Angus, J. S. Kim, D. W. Walker: Solving problems on parallel computers, 2 Bände, Prentice-Hall 1988, 1990
- mit Roy D. Williams, Paul C. Messina: Parallel Computing Works !, Morgan Kaufmann/Elsevier 2004

Aufsätze (Auswahl):
- mit Richard Feynman, R. D. Field: Correlations among particles and jets produced with large transverse momenta, Nuclear Physics B, Band 18, 1977, S. 1–65
- mit Richard Feynman, R. D. Field: Quantum-chromodynamic approach for the large-transverse-momentum production of particles and jets, Phys. Rev. D, Band 18, 1978, S. 3320
- mit Stephen Wolfram: Observables for the analysis of event shapes in e+ e− annihilation and other processes, Phys. Rev. Lett., Band 41, 1978, S. 1581
- mit Stephen Wolfram: Event shapes in e+ e− annihilation, Nuclear Physics B, Band 149, 1979, S. 413–496
- mit Stephen Wolfram: A model for parton showers in QCD, Nuclear Physics B, Band 168, 1980, S. 285–295
- mit S. W. Otto, A. J. G. Hey: Matrix algorithms on a hypercube I: Matrix multiplication, Parallel Computing, Band 4, 1987, S. 17–31
- mit K. E. Rose, E. Gurewitz: Statistical mechanics and phase transitions in clustering, Physical Review Letters, Band 65, 1990, S. 945
- mit J. Ekanayake, S. Palickara: Mapreduce for data intensive scientific analyses, IEEE Fourth International Conference on eScience, Distributed and Cloud Computing: Clusters, Grids, 2008, S. 277–284